# Dokka Khamatovich Umarov
Dokka Khamatovich Umarov (Chechnya: Iумар КIант Доккa; Nga: Доку Хаматович Умаров; 1964-2013) là cựu Tổng thống Cộng hòa Chechnya Ichkeria, người bị Nga cáo buộc các tội danh cướp bóc, giết người, bắt cóc, hành động khủng bố, kêu gọi lật đổ chính phủ liên bang, và kích động hận thù dân tộc. Ông được nhiều người Nga và phương Tây gọi là "Osama bin Laden của Nga".

## Tiểu sử
Umarov sinh ngày 13 tháng 4 năm 1964 quận Shatoysky, miền nam Chechnya.
Sau khi tốt nghiệp kỹ sư xây dựng Umarov làm việc nhiều nơi ở nước Nga và hải ngoại.
Năm 1994, Umarov về Bắc Caucasus tham gia cuộc chiến Chechnya lần thứ nhất. Đơn vị của Umarov đã nhanh chóng phát triển từ một tiểu đoàn đến trung đoàn, Umarov được thăng lên cấp bậc lữ đoàn trưởng và được thưởng hai huy chương: Kioman Syi (Danh dự Quốc gia) và Kyoman Turpal (Anh hùng Quốc gia). Nhờ khả năng cầm quân và luôn xông pha hàng đầu nơi chiến trận, Umarov nhanh chóng leo cao trong hàng ngũ quân ly khai.
Năm 1996, Umarov được phong làm Chủ tịch Hội đồng an ninh của Cộng hòa Chechen Ichkeria (Một quốc gia không được Nga công nhận, do phiến quân Chechnya thành lập năm 1991.)
Năm 1999, trong chiến tranh Chechnya lần 2, Umarov trở thành Tư lệnh mặt trận tây nam và trở thành nhân vật số 2 trong hàng ngũ khủng bố, chỉ đứng sau Shamil Basayev
Năm 2005, lực lượng đặc biệt của Nga đã tiêu diệt một đơn vị du kích nhỏ tại Grozny, sau khi nhận được tin tình báo rằng Umarov có trong nhóm này, nhưng họ không tìm thấy Umarov trong số những người chết. Tháng 5 năm 2006, cảnh sát Chechnya phát hiện ra trụ sở bunker của Umarov ở trung tâm của làng Assinovskaya, nhưng Umarov đủ thời gian để đào thoát. Thời điểm này, Umarov đã trở thành phó tổng thống của chính quyền ly khai.
Trong năm 2006, Umarov trở thành người đứng đầu nhà nước và chính thức được xem là nhân vật số 1 của phong trào ly khai sau cái chết của Basayev. Umarov tuyên bố sẽ mở rộng cuộc xung đột với "nhiều khu vực của Nga", ra lệnh thành một đơn vị đặc biệt để chống lại "những kẻ phản bội Chechnya" và nhấn mạnh rằng phiến quân Chechnya sẽ chỉ tấn công các mục tiêu quân sự và cảnh sát của Nga.
Vào ngày 23 tháng 11 năm 2006, một lực lượng lớn của Nga, không có sự tham gia của cảnh sát Chechnya, được hỗ trợ bằng máy bay trực thăng và pháo binh, đã tấn công một khu rừng gần làng Yandi-Katar trong quận Achkhoy-Martanovsky, ở biên giới giữa Ingushetia và Chechnya. Umarov bị thương nhưng thoát khỏi vòng vây.
Vào ngày 31 Tháng mười năm 2007, hãng tin ly khai Chechenpress thông báo rằng Umarov tuyên bố thành lập các Tiểu vương quốc Kavkaz, tự xưng là "Emir" và nước Cộng hòa Chechen Ichkeria trở thành một tỉnh của các tiểu vương quốc mới.
Ngày 7 tháng 9 năm 2013, Dokka Umarov bị đầu độc và tử vong.

## Tư tưởng
Umarov quan điểm: "Chỉ có một con đường duy nhất dẫn tới hòa bình là chúng tôi tự giải phóng hoàn toàn" và tuyên bố nhất định sẽ đưa vùng Bắc Caucasus tách hoàn toàn khỏi Liên bang Nga và xây dựng một nhà nước Hồi giáo dựa trên luật Sharia.
Umarov phủ nhận rằng quân ly khai Chechnya liên hệ với al-Qaeda hay bất kỳ nhóm jihadist quốc tế nào khác, nói rằng 'ưu tiên của quân ly khai là giành tự do và độc lập từ Nga và hòa bình cho vùng Caucasus. Tuy nhiên, trong tuyên bố vào 2007 Umarov bày tỏ tình đoàn kết với "những người anh em Afghanistan, Iraq, Somalia, Pakistan và Palestine" và cho rằng nhũng kẻ "tấn công những người Hồi giáo" là kẻ thù chung của người Hồi giáo trên toàn thế giới.

## Gia đình
Hai người anh em của Umarov chết trong chiến đấu.
Dokka Umarov đã có gia đình, với sáu người con, đứa con út sinh năm 2006.
Từ năm 2003 một số thân nhân của Umarov, bao gồm tất cả những người trong gia đình của ông, đã bị bắt cóc bởi "những người đàn ông vũ trang giấu mặt", một số người trong số họ đã được thả nhưng những người khác thì không có tin tức và e rằng đã chết. Năm 2004, trong vụ bắt giữ con tin Beslan, công tố viên Nga Vladimir Ustinov đề nghị trao đổi thân nhân các nhà lãnh đạo nổi loạn lấy con tin.
Ngày 5 tháng năm 2005, một nhóm những kẻ tấn công bắt cóc vợ, đứa con trai 1 tuổi và người cha 74 tuổi của Umarov. Theo các nguồn tin phiến quân, gia đình của Umarov đã bị bắt cóc bởi các nhân viên của Trung đoàn Neftepolk lãnh đạo bởi Adam Delimkhanov Phó thủ tướng thứ nhất của Chechnya (chính quyền thân Nga), và nhốt tại một nhà tù Kadyrov ở Tsentoroi. Ít tháng trước đó, ngày 24 Tháng 2, Ruslan em trai của Umarov cũng đã bị bắt cóc và bị tra tấn tại căn cứ quân sự Khankala. Vợ Umarov và con trai sau này được thả. Nhưng cha và em trai Umarov thì không có tin tức. Trong tháng 4 năm 2007 Umarov tuyên bố cha già của mình đã bị giết trong tù. Trong tháng 8 năm 2005, chị Natalia KhumaidovaUmarov của Umarov đã bị bắt cóc ở Urus-Martan; cô này đã được thả ngày sau khi các cư dân địa phương phản đối vụ việc. Năm 2003-2004 em họ Zaurbek Umarov và cháu trai Atayev của Umarov cũng bị giam giữ tại Chechnya, Ingushetia và bặt vô âm tín.

## Các vụ bạo lực và tuyên truyền thánh chiến

### Bạo động Tân Cương
Năm 2009, một vụ bạo loạn xảy ra ở Tân Cương khiến hơn 156 người chết. Tuy rằng truyền thông Trung Quốc khẳng định nhiều người bị chết là người Hán, nhưng Umarov lại cho rằng đa phần người chết là người Uyghur. Y đã cảnh báo sẽ đưa phiến quân Chechnya để hỗ trợ và thành lập Vương quốc Hồi giáo Đông Turkestan. Y cho rằng Rebiya Kadeer "không đủ bản lĩnh" và kêu gọi thế giới Hồi giáo tuyên bố jihad chống Trung Quốc.

### Vụ đánh bom tàu Nevsky Express
Ngày 27 tháng 11 năm 2009, tàu Nevsky Express bị trúng một quả bom điều khiển từ xa, trật bánh, 27 hành khách bị chết và gần 100 người bị thương. Chủ tịch Ủy ban điều tra thuộc Viện Công tố Nga Alexander Bastrykin nhận xét cách thức tiến hành vụ đánh bom tàu Nevsky Express là đặc trưng của quân ly khai Chechnya. Ngày 2 tháng 12, trên website Kavkazcenter.com, cơ quan ngôn luận của các nhóm Chechnya ly khai, một lực lượng Hồi giáo vũ trang dưới trướng Doku Umarov đã lên tiếng nhận trách nhiệm về vụ đánh bom này.

### Vụ đánh bom tàu điện ngầm ở Maxcơva ngày 29 tháng ba
Ngày 29 tháng 3 năm 2010, hai vụ nổ tại hai ga điện ở Matxcơva khiến ít nhất 39 người thiệt mạng và hơn 70 người bị thương. Hai ngày sau, một vụ đánh bom kép khác diễn ra ở Cộng hòa Dagestan thuộc Nga, khiến 12 người thiệt mạng. Umarov khẳng định đích thân đã ra lệnh thực hiện cuộc tấn công để trả thù cho việc quân đội Nga giết hại người Chechnya thường dân hồi tháng 2 ở gần thị trấn Arshty thuộc Bắc Kavkaz khi đang thu hoạch tỏi. Umarov còn cảnh báo "Chiến tranh sẽ đến đường phố của các người và các người sẽ cảm thấy nó trên chính da thịt mình".

### Nội chiến Syria
Vào năm 2012, có tin báo cho biết Umarov đã kêu gọi jihad ở Syria, khi nước này đang chìm trong nội chiến. Y đã tuyên bố sẽ cùng với các anh em "chống lại thằng tay sai Bashar al-Assad". Đáng chú ý là al-Assad được Nga bảo vệ, nên nhiều khả năng hắn cũng đã ngầm kêu gọi thánh chiến và nổ bom vào các vị trí của Nga ở Syria (kho vũ khí, xe tăng, tên lửa,...).

### Thế Vận Hội Mùa Đông 2014 ở Sochi
Tháng 7 năm 2013, y đã kêu gọi các chiến binh Hồi giáo ở khu vực Caucasus tiến hành chiến dịch "khủng bố" Thế Vận hội Mùa Đông diễn ra ở thành phố Sochi, miền Tây Nam nước Nga, từ ngày 7 tháng 2 đến 23 tháng 2 năm 2014. Y cho rằng "Chúng [người Nga và các vận động viên khác tham dự Thế vận hội Mùa Đông] đang nhảy nhót trên những nấm mồ của tổ tiên chúng ta, nơi mà có rất nhiều người đạo Hồi đã hy sinh trên mảnh đất nằm ngay bên bờ biển Đen này. Chúng ta với tư cách là những chiến binh Hồi giáo tự do (Mujahideen) không thể cho phép chúng làm điều đó - và chúng ta sẽ tiến hành bất cứ phương pháp nào mà thánh Allah đã ra lệnh cho chúng ta phải làm." Vào cuối tháng 1 năm 2014, một nhóm tay súng Hồi giáo tự xưng là Anars Al Sunna đã đăng tải một đoạn video về cách làm một trái bom tự chế và 2 tên này còn lên tiếng nhận trách nhiệm về việc thực hiện 2 vụ đánh bom vào 2 ngày 29 và 30 tháng 12 năm 2013 ở thành phố Volgograd. Chúng còn bảo rằng: "Thưa ngài Putin, nếu ngài đến Sochi để tham dự Thế Vận hội Mùa Đông này, thì chúng tôi sẽ có một "bất ngờ nho nhỏ" cho ngài." Cả những nước tham gia sự kiện này cũng nhận được lời đe dọa tương tự. Chiêu thức khủng bố của nhóm Hồi giáo ly khai này thường là chúng hay sử dụng phụ nữ có biệt danh "Góa phụ đen" - người đã có chồng con chết trong trận chiến đối đầu với quân đội thuộc chính quyền Liên bang Nga. 